# 王德潤 (清朝)
王德潤（？—？），安徽六安州人，清朝官員。舉人出身。

## 生平
王德潤於道光二十三年（1843年）接替閻炘擔任台灣府台灣縣知縣。次年改任嘉義縣知縣。
道光二十五年（1845年），臺灣嘉義匪徒滋事，前經降旨調派四川兵1500名，後因誣賴地方仕紳郭洸侯參與洪協起事，遭清廷政府革職查辦。